# Kiviperä (vik)
Kiviperä är en vik i Finland. Den ligger i Kuusamo i landskapet Norra Österbotten, i den nordöstra delen av landet, 700 km norr om huvudstaden Helsingfors. Kiviperä ligger vid sjön Suininki.